# Coelho e Campos
José Luís Coelho e Campos, mais conhecido como Coelho e Campos (Divina Pastora, 4 de fevereiro de 1843 — 13 de outubro de 1919) foi um proprietário rural, advogado, industrial e político brasileiro.
Foi senador pelo Estado de Sergipe de 1890 a 1913, e Ministro do Supremo Tribunal Federal de 1 de novembro de 1913 a 13 de outubro de 1919.

## Família e formação
José Luís Coelho e Campos nasceu na cidade de Divina Pastrora, Sergipe, em quatro de fevereiro de 1843, filho do capitão José Luís Coelho e Campos e de D. Carlota Joaquina de Campos. Estudou em Recife, onde ingressou na Faculdade de Direito e se bacharelou em 1862.

## Carreira Política no Império
Em 1863, foi nomeado promotor público de Capela, sendo o primeiro dessa região e tendo exercido esse cargo até 1868. Retirou-se para exercer o cargo de deputado provincial no estado natal, servindo em  três biênios diferentes, sempre fiel ao Partido Conservador.